# Permacultura

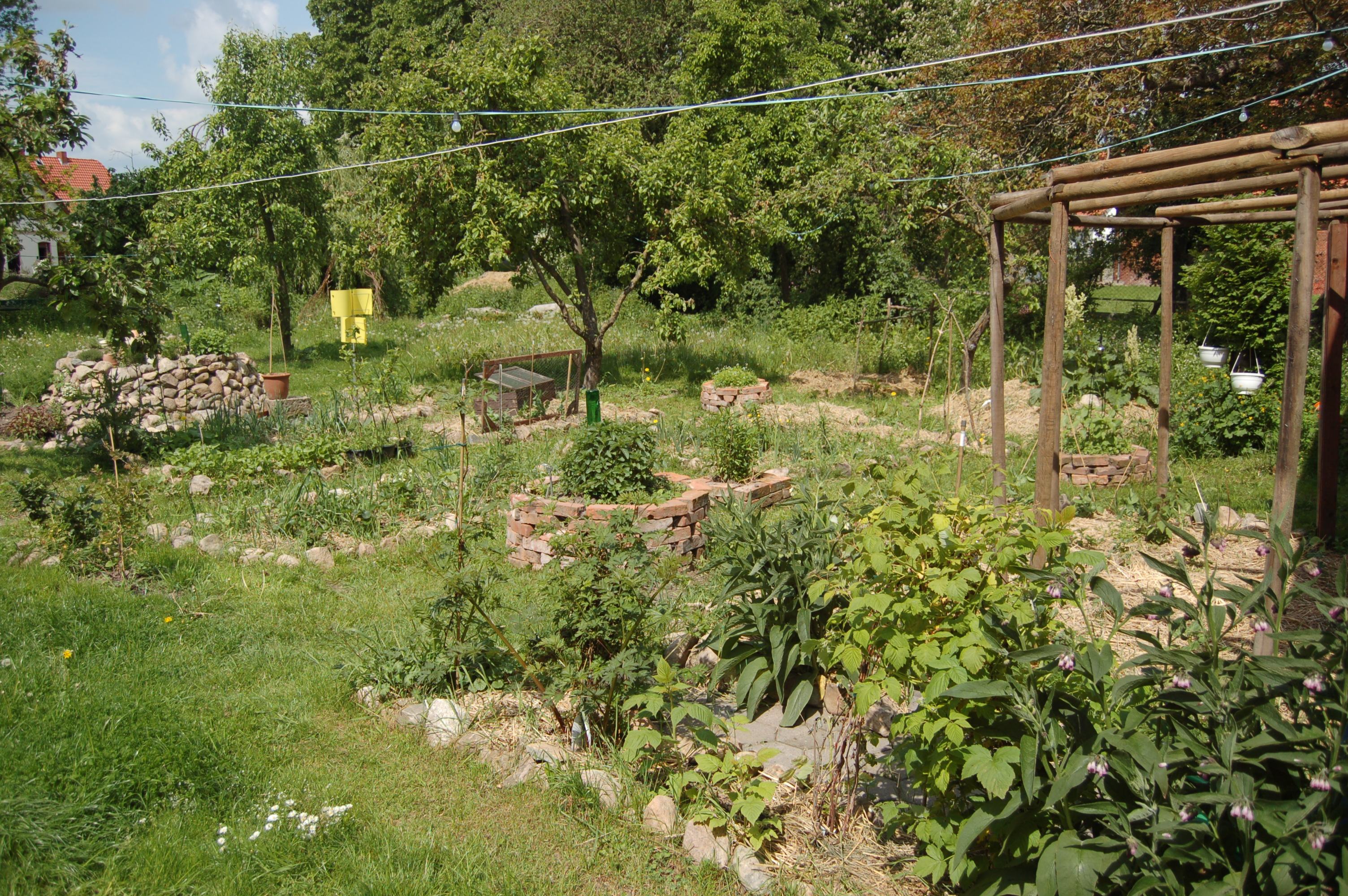
Un giardino progettato secondo i principi della permacultura

La permacultura è un sistema di progettazione per la creazione di insediamenti umani sostenibili, permettendo di produrre cibo, fibre ed energia per i bisogni della popolazione preservando contemporaneamente gli ecosistemi naturali, migliorandone la resilienza e la ricchezza. I suoi dettami di base furono espressi nel 1978 da Bill Mollison e David Holmgren unendo concetti di architettura, biologia, selvicoltura, agricoltura e zootecnia  in opposizione ai moderni metodi dell'agricoltura industrializzata, proponendo un'agricoltura più tradizionale o "naturale". Negli anni questa teoria si è sviluppata, arrivando ad essere la base per la progettazione e gestione comunitaria di paesaggi antropizzati
Il dibattito sulla sua valenza scientifica è in corso da decenni; essendo la sua teoria giudicata dai suoi i critici scarsamente definita e non scientifica,  troppo aneddotica con discutibile estrapolazione dai principi ecologici, richiedendo una ricerca sottoposta a revisione paritaria comprovante le affermazioni sulla produttività e miglior chiarimento sulla metodologia., arrivando a definirla pseudoscienza. Altri studiosi in opposizione ne sostengono la valenza scientifica .

## Origine del termine e riadattamento italiano successivo
Il termine "permacoltura" è una contrazione di permanent agriculture ("agricoltura permanente"). Nel primo testo di permacultura ed anche il primo arrivato in Italia, "Permacoltura, un'agricoltura perenne per gli insediamenti umani, 1992 (prima edizione 1978)", questa è così definita: "Permacoltura è una parola che abbiamo coniato per denominare un sistema integrato e in evoluzione costituito da piante perenni o che si autoperpetuano e da specie animali utili all'uomo. Si tratta in sostanza di un ecosistema agricolo completo."
Esclusivamente in Italia il gruppo che ha curato l'edizione italiana del libro "Introduzione alla permacultura", ha scelto di propria iniziativa di modificare il termine "permacoltura" in "permacultura" per enfatizzare il concetto di cultura, quindi sottolineare un approccio unificato a tutti gli aspetti che riguardano la società umana e le sue connessioni con la natura, come descritto nella prefazione all'edizione italiana.
Bill Mollison sosteneva che "una cultura non può sopravvivere a lungo senza una base agricola sostenibile e un'etica dell'uso della terra". Inoltre nello stesso testo asserisce che il termine da lui coniato di "permaculture" nasce dalla contrazione non solo di "permanent agriculture" ma anche di "permanent culture".

## Storia

### Influenze
Il concetto di Permanent agriculture fu coniato nel 1911 da Franklin Hiram King nel suo libro Farmers of Forty Centuries: Or Permanent Agriculture in China, Korea and Japan. Qui Hiram lo definisce come un sistema agricolo che si può sostenere per un tempo illimitato.

Altri fattori che influenzarono la stesura del primo modello teorico della permacultura furono i lavori di Stewart Brand sui sistemi, l'esperienza dell'agricoltore Sepp Holzer, che per primo mise in pratica un metodo di agricoltura ecologica per coltivare in Austria, a 130 km a sud di Salisburgo, ad alta quota (1000 – 1500 m sul livello del mare) e l'esperienza del pioniere dei metodi di agricoltura naturale Masanobu Fukuoka e il suo libro La rivoluzione del filo di paglia.

### Mollison e Holmgren

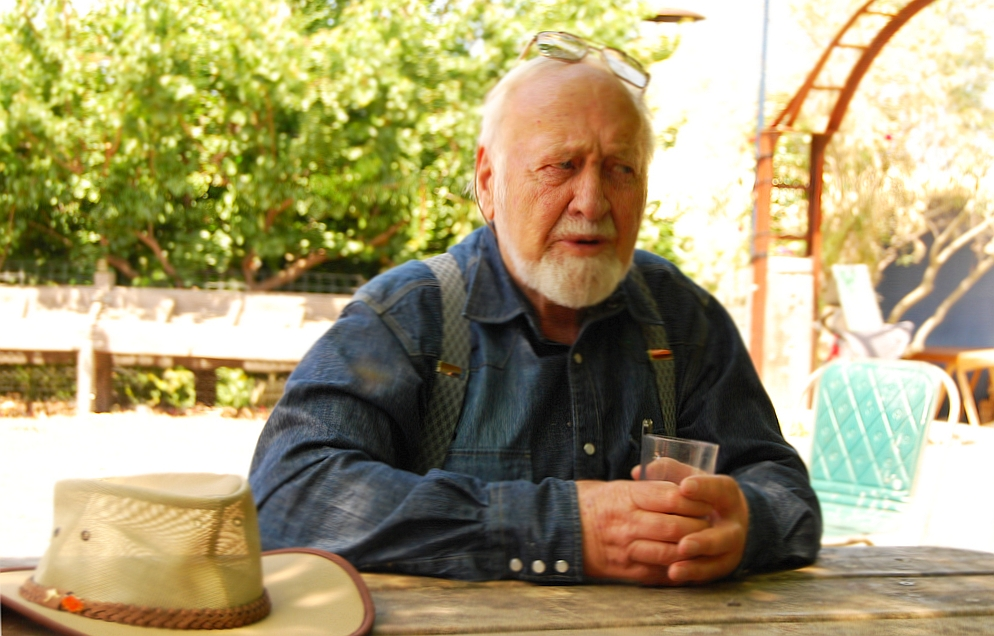
Bill Mollison nel 2008

A partire dal 1974 in Australia Bill Mollison e David Holmgren cominciarono a sviluppare un quadro di riferimento per un sistema agricolo sostenibile, incentrandolo su una policoltura a base di specie arboree perenni, arbusti, specie erbacee, funghi e sistemi radicali. Oltre a questo, il metodo si poneva come obiettivo il progettare insediamenti umani in modo da ridurre il lavoro necessario per mantenerli, la produzione di scarti e l'inquinamento e contemporaneamente preservare o incrementare naturalmente la fertilità dei terreni e la biodiversità del sistema.

L'opera di Mollison e Holmgren si basa sui seguenti assunti:
- La crisi ambientale è reale e le sue dimensioni sono tali che certamente trasformeranno la moderna società industriale in modo irriconoscibile. Questo processo metterà in serio pericolo il benessere e la stessa sopravvivenza della popolazione mondiale, in costante aumento.
- L'impatto globale - quello già presente e quello futuro - della società industriale e dell'enorme popolazione sulla meravigliosa biodiversità della terra sarà sicuramente molto più vasto degli enormi cambiamenti registrati negli ultimi secoli.
- L'uomo, anche se creatura abbastanza insolita nel contesto del mondo naturale, è soggetto alle stesse leggi scientifiche che governano l'universo materiale e l'evoluzione delle forme di vita, in primo luogo quelle relative al bilancio energetico.
- Lo sfruttamento dei combustibili fossili nell'era industriale è la causa primaria della spettacolare esplosione della popolazione, delle conquiste tecnologiche e di ogni altra caratteristica della società moderna.
- Sebbene sia quanto meno difficile prevedere gli sviluppi della società umana successivi all'esaurimento delle risorse energetiche fossili, è indubbio che i prossimi decenni vedranno il ritorno ai modelli osservabili in natura e nelle società preindustriali, e cioè dipendenti da energie e risorse rinnovabili.

Il lavoro culminò nel 1978 con la pubblicazione di Permaculture One. Nel 1979 Mollison pubblicò Permaculture Two, con il quale ampliava ulteriormente il metodo comprendendo la progettazione di intere comunità.

Quello che infatti contraddistingueva il lavoro di Mollison e Holmgren dalle altre proposte di metodi agricoli alternativi era l'enfasi sull'integrazione con tutti componenti di un insediamento umano: costruzione di edifici, pianificazione del sito, gestione delle acque e dell'energia e gestione della comunità si fondevano con la coltivazione di piante per cibo o altre materie prime.
Per il suo lavoro Mollison ottenne nel 1981 il Right Livelihood Award.

### Stato attuale
Il metodo della permacultura si è diffuso in tutto il mondo a partire dagli anni ottanta.

Ad oggi esistono più di una dozzina di libri e manuali che trattano di permacultura sulla base del lavoro originale di Mollison e Holmgren. Nonostante questo, non ci sono mai state sostanziali aggiunte o variazioni al metodo sviluppato alla fine degli anni settanta.

Nel 2002 si stima che siano state formate alla progettazione in permacultura oltre 100.000 persone in tutto il mondo. La formazione prevede generalmente un corso intensivo teorico/pratico di due settimane, nelle quali, oltre ai fondamenti comuni del metodo, vengono insegnate le tecniche più adatte agli ecosistemi locali.

Nonostante questo la permacultura fatica ancora ad avere una diffusione di massa. Holmgren afferma che i motivi sono da ricercarsi principalmente nel prevalere di una cultura scientifica del riduzionismo, e quindi un approccio cauto se non ostile a metodi di natura più olistica, nel dominio di una cultura del consumismo creata da una visione puramente economica della salute e del progresso e la paura da parte delle autorità politiche globali e locali di perdere la loro influenza e potere se la popolazione seguisse pratiche volte all'autosufficienza e all'autonomia locale.

La permacultura sta alla base del concetto di città di transizione di Rob Hopkins (i primi anni 2000).

## I fondamenti
La Permacultura è un sistema di progettazione che vede il suo nucleo essenziale nella 1ª Direttiva la quale pone l'accento sulla responsabilità di ognuno che, con le proprie scelte e il proprio agire, è in grado di influenzare la propria vita, quella della collettività e quella delle generazioni che seguiranno.
Sulla solida base rappresentata dalla 1ª Direttiva, il framework di progettazione della Permacultura si espande verticalmente attraverso le Etiche e i Principi che vanno a caratterizzare e a qualificare la progettazione secondo i dettami e i fondamenti permaculturali.
Il quadro si completa con gli aspetti più pratici e operativi della progettazione in Permacultura rappresentati dalle Strategie di Progettazione, dalle Tecniche e dagli Strumenti che possono essere mutuati da qualunque settore e ambito tecnologico purché rispondenti ai fondamenti filosofici della Permacultura rappresentati dalla 1ª Direttiva, dalle Etiche e dai Principi.

### Etiche
Sin dalle prime fasi embrionali della Permacultura, la comunità permaculturale ha dedicato ingenti sforzi per cercare di sintetizzare e distillare delle etiche universali su cui edificare la Permacultura, attingendo da etiche comunitarie, di vecchi gruppi religiosi e collaborativi.
Questo lavoro di razionalizzazione e armonizzazione ha portato alla definizione delle 3 Etiche che sono universalmente accettate e riconosciute dalla comunità permaculturale e che sono:
- Cura della terra "Earthcare" (ricostruisci in capitale naturale) [21][22][23][24], ovvero riconoscere il valore dei sistemi naturali nella loro complessità. Gli interventi umani dovranno quindi essere volti a non danneggiare l'ambiente e a ripristinare gli equilibri naturali, rispettando ogni forma di vita per il suo valore intrinseco e non limitandosi alle sole piante e animali rispondenti a soli scopi utilitaristici[23]. Secondo Holmgren il miglior modo per prendersi cura della terra è ridurre i propri consumi.
- Cura delle persone "Peoplecare" (cura di sé, dei famigliari e della comunità) [21][25][23][24] che chiede di prendersi cura di sé stessi e delle altre persone, riuscendo a soddisfare i propri bisogni in modo sostenibile, senza ricorso a pratiche distruttive su larga scala.
- Porre limiti alla popolazione e al consumo "Fair share" (porre limiti al consumo e alla riproduzione e ridistribuire il surplus) [21][25][26][23][24] che promuove l'uguaglianza, la giustizia e l'abbondanza, sia ora che per le future generazioni. Si può sintetizzare questa etica come "un po' per tutti, per sempre" . Questa etica richiede di vivere limitando i consumi senza superare i limiti imposti dalla natura, evitando di ricorrere allo sfruttamento degli altri e condividendo le risorse in eccesso in modo equo con tutti.

### Principi
Nel corso degli anni è stato compiuto un grande lavoro di razionalizzazione ed armonizzazione dei principi che costituiscono le basi applicative delle Permacultura.
A differenza delle etiche che sono limitate a 3, la lista dei principi è molto più ampia e differenziata, visto che i vari autori nel corso del tempo hanno cercato di fornire il proprio contributo andando a prendere in considerazione aspetti e campi di applicazione più specifici.

#### Principi di David Holmgren
David Holmgren sintetizza i principi base della permacultura in dodici punti.
1. Osserva e interagisci (la bellezza è negli occhi di chi guarda): una buona progettazione dipende da una armoniosa e libera relazione tra la natura e l'essere umano in cui l'attenta osservazione e l'interazione ponderata forniscono la base per la comprensione dei modelli naturali esistenti e l'ispirazione per l'adozione dei modelli di progettazione più adatti. Osservare il paesaggio e i processi naturali che lo trasformano è fondamentale per ottimizzare l'efficienza di un intervento umano e minimizzare l'uso di risorse non rinnovabili e della tecnologia.[27]
2. Raccogli e conserva l'energia (prepara il fieno finché c'è il sole): raccogliere e conservare l'energia è alla base di tutte le culture umane e non. Per energia si intende tutto ciò che può essere immagazzinato e/o mantenuto in buono stato e che è fondamentale per la sopravvivenza di una comunità/cultura. Esempi: cibo, alberi, semi.
3. Assicurati un raccolto (non si può lavorare a stomaco vuoto): assicurarsi che ogni elemento del progetto porti una ricompensa utile.
4. Applica l'autoregolazione e accetta il feedback (i peccati dei padri ricadono sui figli fino alla settima generazione): applicare l'autoregolazione per evitare che controllori di livello superiore siano costretti ad intervenire per riequilibrare una crescita incontrollata. Impara a riconoscere e accettare il riscontro fornito dalla comunità o, più in generale, dalla natura.
5. Usa e valorizza risorse e servizi rinnovabili (lascia che la natura faccia il suo corso): gestire le risorse che si rinnovano e rigenerano in modo continuo senza un apporto esterno in modo che assicurino una continua resa. Allo stesso modo valorizzare i cosiddetti servizi rinnovabili, ovvero i servizi apportati da piante, animali, suolo e acqua senza che questi siano consumati nel processo.
6. Non produrre rifiuti (Il risparmio è il miglior guadagno; un punto in tempo ne salva cento): assicurarsi che i sistemi presenti nel progetto non producano niente che non sia utilizzabile e utile ad un altro sistema.
7. Progetta dal modello al dettaglio (gli alberi non sono la foresta): bisogna imparare a dare uno sguardo d'insieme prima d'immergersi nel dettaglio. Utilizzare soluzioni progettuali derivate da modelli osservati in natura.
8. Integra invece di separare (molte mani rendono il lavoro più leggero): integrare ogni elemento progettuale all'interno del sistema in modo che si sostenga a vicenda con gli altri elementi.
9. Usa soluzioni piccole e lente (più sono grandi e più fanno rumore cadendo): sistemi piccoli e lenti sono più facili da mantenere di quelli grossi e veloci, fanno un miglior uso delle risorse e producono in maniera più sostenibile.
10. Usa e valorizza la diversità (non mettere tutte le uova in una sola cesta): valorizzare la diversità animale e vegetale. La diversità riduce i rischi derivanti dalla gran parte delle minacce: l'ammalarsi di una specie di pianta non è la fine del raccolto. Inoltre aiuta a beneficiare dell'unicità di ogni territorio.
11. Usa e valorizza il margine (non pensare di essere sulla giusta traccia solo perché è un sentiero molto battuto): progettare le forme delle zone di confine in modo da sfruttarne il più possibile le caratteristiche: il limite tra due sistemi diversi è il posto dove accadono le cose più interessanti. Queste zone sono spesso le più produttive in quanto possono utilizzare le caratteristiche di sistemi diversi. Un esempio dello sfruttamento dei margini è il sistema di canali argini “chinampa”, utilizzato tradizionalmente in Messico e Thailandia.
12. Reagisci ai cambiamenti e usali in modo creativo (bisogna vedere le cose non solo per come sono, ma anche per come saranno): sfruttare i cambiamenti a proprio favore; questo presuppone l'osservare attentamente i segni che li precedono e intervenire in tempo.

## Progettazione
La progettazione di ambienti secondo i principi della permacultura è strettamente dipendente dalle caratteristiche del territorio. Nonostante i modi d'intervento siano differenti caso per caso, si possono individuare delle linee guida comuni applicabili a tutti i progetti.

### Aiuti alla progettazione

#### Zone
Per una pianificazione energetica efficiente, il paesaggio su cui si opera viene suddiviso in zone. Ad ognuna è adibita una destinazione d'uso e una distanza dall'abitazione secondo la frequenza d'intervento umano.

Idealmente in permacultura si identificano:
- Zona 0: è il centro delle attività: la casa, la stalla o, su vasta scala, un intero villaggio. Deve essere ubicata in modo tale da ottenere il massimo risparmio energetico e da soddisfare i fabbisogni dei suoi occupanti.[25][28]
- Zona 1: è situata nelle immediate vicinanze del centro dell'attività. È l'area più controllata e intensamente utilizzata. Può per esempio contenere l'orto, l'officina, la serra, il vivaio, il ricovero degli animali da cortile, il serbatoio per il combustibile, la legnaia, lo stenditoio per il bucato e uno spazio per l'essiccazione dei cereali. In questa zona non sono presenti animali di grande taglia e probabilmente ci sono pochi grandi alberi adibiti prevalentemente all'ombreggiatura. Sono invece comuni piccoli alberi da uso frequente, ad esempio i limoni.[22][25]
- Zona 2: è intensamente curata e densamente coltivata. Le strutture in questa zona includono terrazzamenti, siepi, graticci e specchi d'acqua. Possono essere presenti anche alcuni grandi alberi che ospitano sotto la chioma un complesso sistema di specie erbacee ed arboree, in particolare piante da frutto. In questa zona vengono collocate specie vegetali e animali che richiedono cura e osservazione e l'acqua vi è distribuita estesamente con irrigazione a goccia. È permesso l'accesso degli animali da cortile in aree selezionate e vi può essere un'area destinata al pascolo degli animali provenienti dalla zona 3.[22][25]
- Zona 3: ospita alberi da frutto che non necessitano di potatura e pacciamatura, pascoli e aree più estese per animali, da carne e non, e le colture principali. In questa zona sono presenti grandi alberi che assolvono anche alla funzione di barriere frangivento e fonti di foraggio.[22][25]
- Zona 4: è poco curata, semi selvaggia. Adatta alla raccolta di frutti selvatici, alla forestazione e ad ospitare animali selvatici. Inoltre è destinata alla produzione di legname pregiato.
- Zona 5: è lasciata allo stato naturale ed è fatta per osservare ed imparare; la progettazione non deve interessarla.[22][25]

#### Settori
In fase di progettazione è utile suddividere la zona interessata in settori, realizzando un diagramma circolare a spicchi o cunei che si irradiano dal centro dell'attività (di solito la casa).
 Sui diagrammi che vengono prodotti durante la progettazione in Permacultura, comunemente sono i settori appresentati:
- luce
- settori a rischio incendio
- venti freddi
- venti caldi
- angoli d'incidenza del sole estivo e invernale
- aree soggette ad inondazione
- pioggia

altri settori:
- panorama
- vicini

Successivamente vengono collocati gli elementi della progettazione in modo da gestire in modo vantaggioso l'energia in arrivo.

### Principi progettuali

#### Identificare le risorse
In permacultura si cerca di sfruttare tutte le caratteristiche di un territorio. Per far ciò, in fase di progettazione è necessario identificare ogni possibile risorsa procurandosi mappe del terreno, dati relativi ai venti, precipitazioni atmosferiche, inondazioni e incendi, e gli elenchi delle specie animali e vegetali caratteristiche. È fondamentale anche l'osservazione dei cambiamenti del sito nelle stagioni.

Nonostante la permacultura sia attenta soprattutto alle risorse interne al sito, riconosce il ruolo fondamentale della raccolta di informazioni sulle opportunità esterne. Sono considerate potenziali risorse esterne attività che producono prodotti di scarto a noi utili, ad esempio segherie, maneggi, aziende vinicole, altri servizi utili come scuole o mercati.

#### Topografia
La permacultura può essere sviluppata in qualsiasi tipo di regione, anche su colline rocciose, paludi, zone alpine, pianure alluvionali o deserti. Non dovendo modificare il paesaggio, si rende fondamentale lo studio della topografia del sito, in quanto questa ha effetto sul microclima, sui modelli di drenaggio dell'acqua, sullo spessore dello strato utile di terreno, sulle vie d'accesso e sul paesaggio. Per comprendere al meglio la sua influenza, è utile annotarsi dettagli come le pendenze del terreno e il loro orientamento verso il sole, strapiombi o sporgenze rocciose, linee di drenaggio, terreni accidentati, visuali buone o cattive, altezza delle colline, aree paludose e aree suscettibili ad erosione.

#### Clima e microclima
Oltre allo studio del clima generale della regione in permacultura, è fondamentale lo studio dei vari microclimi presenti. Terreni distanti pochi chilometri possono infatti differire per quanto riguarda le precipitazioni atmosferiche, la forza dei venti, la temperatura e l'umidità relativa. In base ai dati raccolti vengono ubicate strutture, piante e animali nei punti a loro più favorevoli.

Ad esempio in zone climatiche differenti è possibile ubicare la casa in modo che il microclima specifico di quella posizione contribuisca alla climatizzazione, oppure sistemare alberi in modo da incanalare i venti in maniera utile.

#### Terreni
In permacultura le condizioni di un terreno non vengono considerate un fattore limitante preponderante. Se un terreno è danneggiato, si ritiene si possa, con le cure adeguate, migliorare l'ecologia del suolo nell'arco di qualche anno, portando a livelli adeguati l'umidità del suolo, l'ossigeno, gli elementi nutritivi e la sostanza organica presente. 

I metodi utilizzati per il recupero della fertilità includono:
- prevenzione dell'erosione attraverso la copertura di superfici senza vegetazione
- distribuzione di sostanza organica
- sminuzzamento e l'aerazione di terreni compattati (esclusivamente con mezzi che non rivoltano il terreno)
- l'arricchimento di sostanze nutritive attraverso la distribuzione di minerali di origine organica (letame o sovescio) e la stimolazione dell'attività biologica propria del terreno.

#### Acqua
Le risorse idriche influenzano profondamente il tipo di interventi possibili in un sito; per questo si rende necessario identificare con precisione le fonti d'acqua e prendere adeguate misure per conservarla. Uno dei metodi più usati in permacultura per facilitare l'assorbimento dell'acqua dal terreno è quello degli swale. Questi lunghi fossati scavati lungo le linee di rilievo intercettano il flusso d'acqua in superficie, per poi trattenerlo per ore o per giorni, lasciandola filtrare lentamente nel terreno. Questi canali dovrebbero essere accompagnati da alberi lungo i bordi, soprattutto nelle zone aride, in modo da evitare l'accumulo di sali.

#### Collocazione delle infrastrutture
Particolare attenzione è rivolta al posizionamento di due tipi di infrastrutture: le vie di comunicazione e l'abitazione (o il centro delle attività).

Le strade dovrebbero correre lungo le curve di livello, essere prive di pendenze ripide ed essere dotate di un buon sistema di drenaggio per ridurre l'erosione. Dove possibile dovrebbero svolgere anche altre funzioni, ad esempio fungere da pareti di bacini di raccolta dell'acqua o da barriere antincendio.

Alcune regole generali per posizionare l'abitazione sono:
- vicinanza a una via d'accesso principale e alle fonti energetiche
- orientamento del sole, soprattutto nelle zone climatiche fredde
- l'incidenza delle brezze rinfrescanti
- collocazione a valle di una fonte per contare su un rifornimento idrico a caduta

È poi pratica comune non costruire sulla sommità di un'altura in quanto così facendo la casa si troverebbe esposta a venti da ogni direzione: oltre ad un fattore di regolazione termica, questo aumenterebbe anche il rischio incendi.

Una volta definita l'ubicazione delle vie d'accesso e dell'abitazione, il posizionamento delle infrastrutture può focalizzarsi sul resto dell'area.

#### Progettare tenendo conto delle calamità
In permacultura vi è un approccio alle calamità naturali incentrato sulla prevenzione in fase di progettazione.

Alcune strategie adottate per la prevenzione degli incendi prevedono la riduzione del materiale infiammabile nei settori a rischio tramite cura del terreno, nonché la creazione di schermature tramite utilizzo di superfici non combustibili (stagni, strade) o specie vegetali ritardanti.

## Esempi pratici di permacultura

### Zone
Data la natura mutevole delle tecniche utilizzate in permacultura, non è raro imbattersi in varianti dello schema generale di suddivisione in zone. Un esempio è quello dell'azienda agricola Ragas, in provincia di Bologna. Il territorio è stato suddiviso nelle seguenti zone:
- Zona 1: residenza, laboratorio per la preparazione dei prodotti
- Zona 2: vivaio, zona di raccolta legna, orto domestico
- Zona 3: coltivazione di piante ed erbe officinali
- Zona 4: zona seminativa a cereali e bancali di ortaggi da utilizzare a conserva
- Zona 5: zona foraggiera integrata di oche, galline, alberi da frutto, fiori e cereali
- Zona 6: area di relax all'interno di un percorso di incanalamento delle acque fino al fiume
- Zona 7: bacino per l'itticoltura
- Zona 8: area estesa per la coltivazione di diversi frutti minori
- Zona 9: area per l'orto invernale e altro frutteto

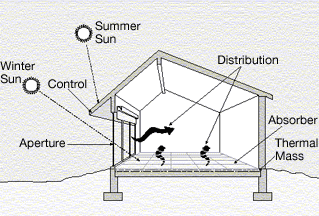
Schema di funzionamento di una casa solare passiva

### Edifici

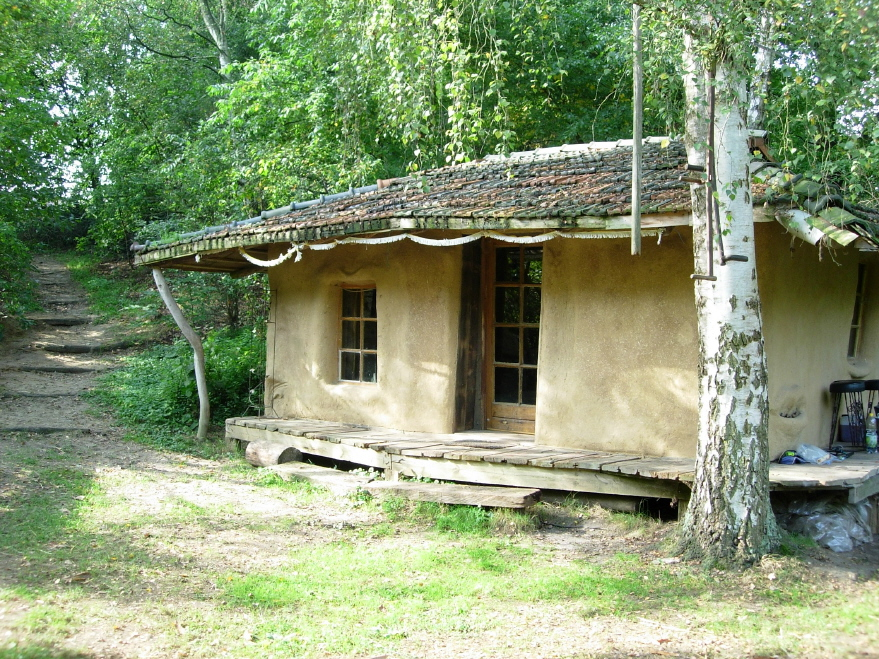
Una casa di paglia nei Paesi Bassi

In permacultura la casa è di solito strettamente correlata alla vegetazione circostante. Vengono usati tetti verdi e piante rampicanti per migliorare l'isolamento termico, serre e shadehouse per modificare il microclima e produrre cibo. In molti casi vengono usate tecniche di costruzione con materiali locali come legno, paglia o terra cruda.

Le strategie tecnologiche per progettare una casa in permacultura variano molto a seconda del luogo e delle risorse disponibili. Nel libro Introduzione alla permacultura Mollison ne elenca alcune raggruppate per funzione:
Climatizzazione
Stufe a legna a combustione rapida e con grandi radiatori, stufe efficienti in ghisa a combustione lenta.
Serre addossate alla casa per il riscaldamento invernale.
Shadehouse per rinfrescare l'aria in estate.
Sistema di graticci per deviare i raggi solari e rinfrescare.
Riscaldamento a pavimento radiante tramite acqua riscaldata.
Fornelli e stufe da cucina
Cucine a legna per cucinare e riscaldare in climi freddi.
Cucine a gas, con la possibilità di usare bio-gas ottenuto da scarti, in climi caldo-umidi.
Cucine solari.
Cottura in contenitori termicamente ben isolati per cibi a lunga cottura.
Produzione d'acqua calda
Sistema di recupero calore da stufe a legna e successivo immagazzinamento dell'acqua in contenitori termicamente isolati.
Pannelli solari termici, possibilmente autocostruiti con materiali di recupero.
Elettricità e illuminazione
Pannelli fotovoltaici, generatori eolici o idroelettrici su piccola scala.
Progettare per sfruttare il più possibile la luce naturale.
Lavaggio e asciugatura dei vestiti
Lavatrici manuali.
Asciugare i vestiti in serra o sopra una fonte di calore riparata.
Refrigerazione ed essiccazione cibo
Frigorifero alimentato da pannelli fotovoltaici, generatori eolici o idroelettrici su piccola scala.
Essiccatore solare o essiccazione in serra.
Risparmio Idrico
Cisterna per raccolta dell'acqua piovana.
Acque grigie utilizzate per sciacquoni o deviate verso orto e serra.
Gabinetti a secco.
Nelle zone aride si utilizzano accorgimenti per la creazione di fonti d'aria fresca. Alcuni di questi sono l'uso di cortili interni coperti da graticci, alberi o tessuti, pergolati racchiusi da rampicanti, tunnel interrati e camini solari per indurre una ventilazione nelle stanze.

### Coltivazioni
Come tutte le soluzioni pratiche adottate in permacultura, anche i metodi di coltivazione variano a seconda del contesto culturale e ambientale. Tutti i metodi utilizzati hanno però in comune l'obiettivo di tutelare il terreno e di ripristinarne naturalmente la fertilità.
Alcune tecniche comunemente utilizzate sono l'agricoltura naturale di Fukuoka, l'agricoltura sinergica e l'agricoltura biodinamica.

Molto diffuso è anche l'uso di sistemi agroforestali perenni in policoltura chiamati foreste alimentari. In questo tipo di coltivazione viene mimato il modello tridimensionale di sviluppo delle piante in un bosco per creare un sistema produttivo. Pioniere di questa tecnica fu Robert Hart, che creò la prima foresta alimentare in permacultura presso Wenlock Edge, Shropshire, Inghilterra. 

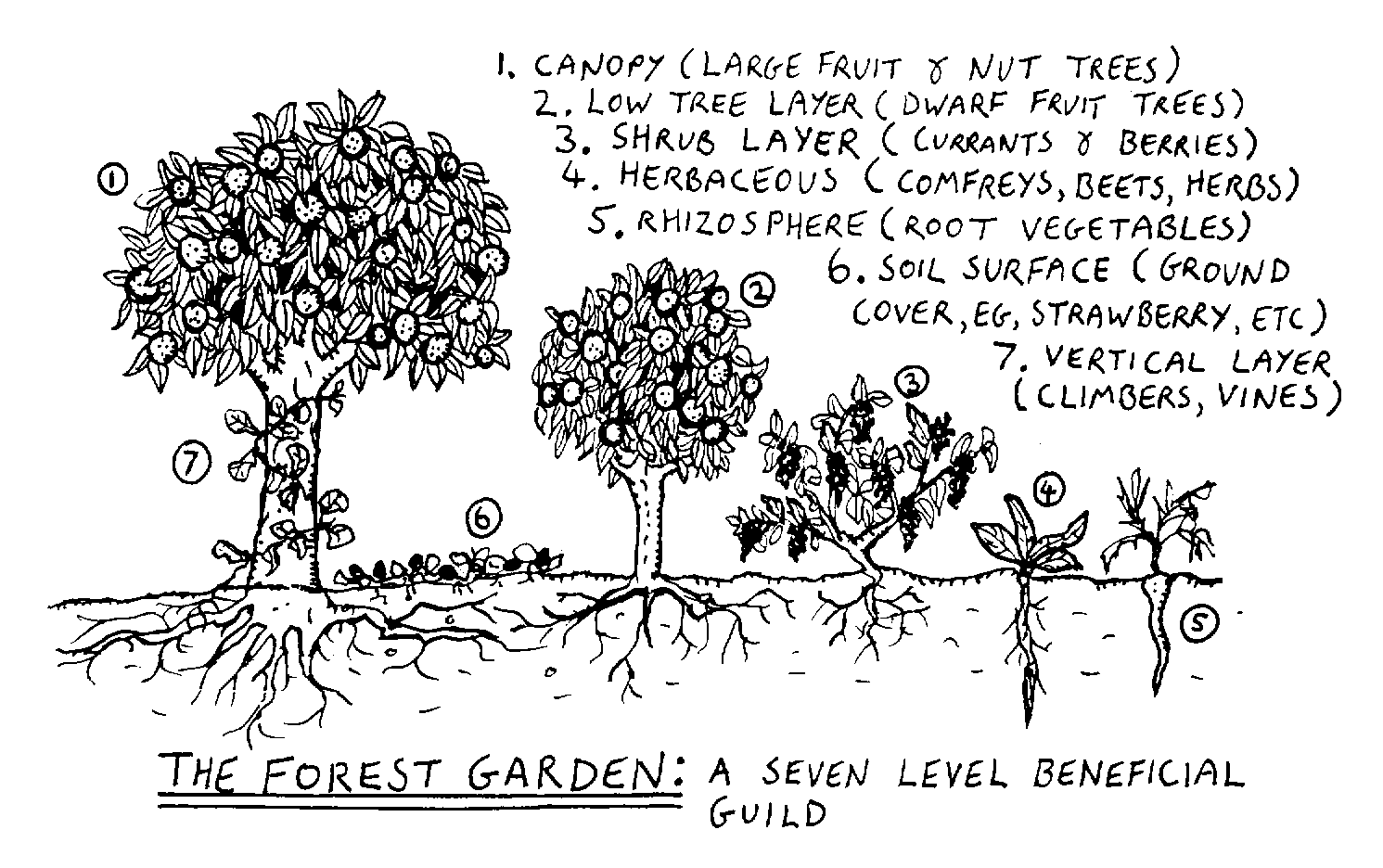
Il modello di una foresta alimentare

Si deve a lui infatti la divisione a strati che caratterizza questa tecnica:
1. strato di copertura composto dalle chiome degli alberi da frutto
2. strato di bassi alberi da frutta o da noci
3. strato di cespugli da frutta come ribes o lamponi
4. strato di verdure ed erbe perenni
5. strato di copertura del terreno con piante commestibili che si diffondono orizzontalmente
6. strato sotterraneo dove si trovano radici e tuberi
7. strato verticale di viti o piante scalatrici

### Boschi
Includere nel progetto boschi strutturati è utile per fornire foraggio per il bestiame e gli animali selvatici, mitigare gli sbalzi estremi di calore, diversificare la produzione vegetale e animale, prevenire la salinizzazione dei terreni e prevenire l'erosione del suolo lungo rapidi pendii o corsi d'acqua.

Le specie arboree svolgono anche un'azione importante per dare ricovero a molti animali selvatici, in particolare uccelli, importanti per il controllo dei parassiti.

Da un bosco è inoltre possibile ricavare legna da ardere o adibirne una parte alla coltivazione di qualità locali di legno pregiato per la costruzione.
L'introduzione di funghi micorrizici e saprotrofi può migliorare gli ecosistemi forestali e le comunità vegetali.

### Animali

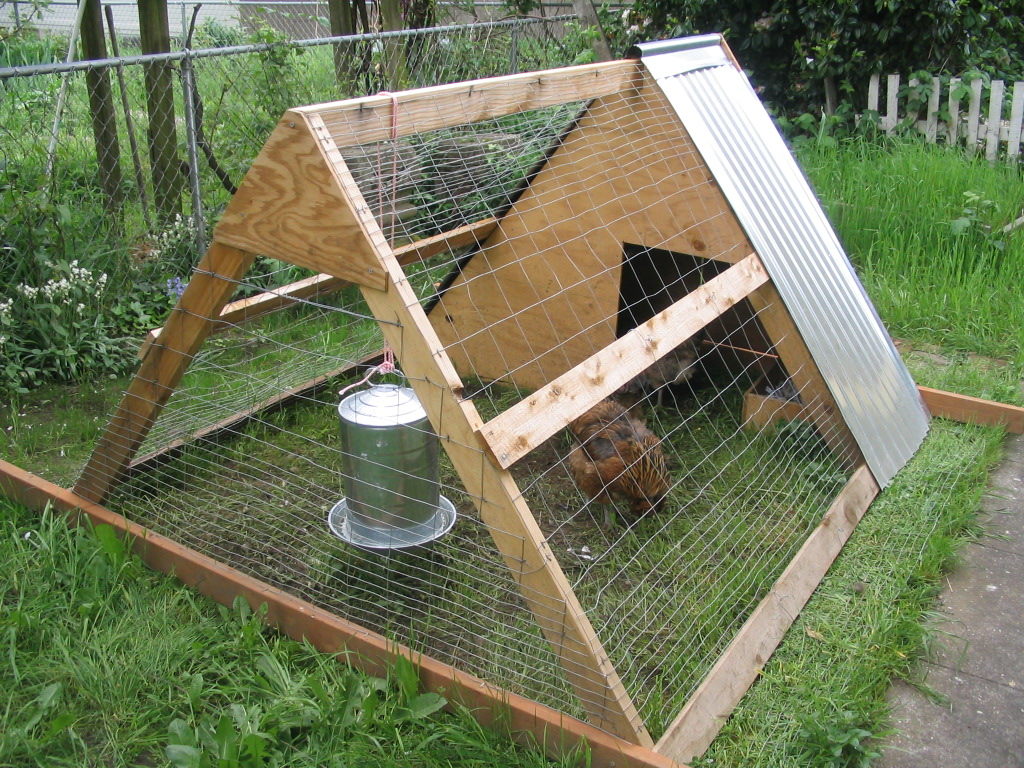
Un esempio classico di trattore di galline

Nella maggior parte dei progetti di permacultura gli animali svolgono più di una funzione e si integrano con gli altri elementi. Uno dei concetti più usati è ad esempio il trattore di galline, ovvero lasciar razzolare libero o in apposite strutture mobili il pollame per mantenere la vegetazione ad un livello basso.
Esiste anche una permacultura vegana che non fa uso di allevamenti animali, tra i fondamenti etici questa corrente aggiunge anche la "cura per gli animali".

### Permacultura urbana
La permacultura urbana è l'applicazione dei principi della permacultura in ambito urbano. Mira a realizzare progetti di autosufficienza alimentare urbana e comunitaria mediante la reintroduzione della produzione del cibo nelle aree urbane, l'efficienza e l'autoproduzione energetica. 

Una proposta per reintrodurre la produzione di cibo nelle aree urbane è quella di sostituire le piante ornamentali del verde pubblico con altre specie utili. Ad esempio nei parchi pubblici potrebbero essere coltivate piante da frutto come meli, peri o altro tipo e arbusti e piante con frutti commestibili come mirtilli, ribes o fragole. Inoltre si potrebbe utilizzare le aree verdi per orti urbani collettivi e per la produzione di biomassa per l'energia.

### Permacultura Bioregionale
La Permacultura Bioregionale integra i principi della permacultura con la visione bioregionale. Il Bioregionalismo si è sviluppato come un approccio profondo al concetto di permacultura tenendo in forte considerazione le tradizioni e la cultura locale. In particolare si approfondisce l'interazione e il rapporto tra la comunità umana, la sua cultura e la sua spiritualità con gli ambienti naturali. Il Bioregionalismo è una teoria ecologista, basata sull'individuazione e lo studio di aree naturalmente definite chiamate Bioregioni, formulata per la prima volta da Peter Berg e Raymond Dasmann all'inizio degli anni settanta. È una visione non solo ecologica ma anche culturale, politica e spirituale.

### Economia
In permacultura vengono adottati sistemi economici comunitari atti a preservare e sviluppare le economie di sussistenza.

Alcuni approcci a questi sistemi economici sono ad esempio il local employment trading system, assimilabile all'italiana banca del tempo, vari sistemi di scambio non monetario, microcredito e prestiti sociali. In Australia esiste un fondo che raccoglie donazioni per finanziare progetti di permacultura nel paese.

Ad un livello più globale la permacultura si allinea con il movimento della finanza etica.

## Problemi e critiche

### Proprietà intellettuale
Le controversie sui marchi commerciali e sul copyright circondano la parola "permacultura". I libri di Mollison affermano sulla pagina del copyright: "I contenuti di questo libro e la parola PERMACULTURA sono protetti da copyright". Alla fine Mollison ammise di essersi sbagliato e che non esisteva alcuna protezione del copyright.
Nel 2000 il Permaculture Institute di Mollison, con sede negli Stati Uniti, cercò un trademark per la parola "permacultura" quando utilizzata in servizi educativi come condurre lezioni, seminari o workshop. Il trademark avrebbe consentito a Mollison e ai suoi due istituti di stabilire linee guida applicabili su come insegnare la permacultura e su chi avrebbe potuto insegnarla, in particolare in relazione al PDC, nonostante il fatto che fosse stato insegnanti certificati dal 1993. Questo tentativo fallì e fu abbandonato nel 2001. La domanda di Mollison per i marchi in Australia per i termini "Permaculture Design Course" e "Permaculture Design" fu ritirata nel 2003. Nel 2009 cercò un marchio per "Permaculture: A Designers ' Manual" e "Introduzione alla Permacultura", i nomi di due dei suoi libri. Queste domande sono state ritirate nel 2011. L'Australia non ha mai autorizzato un marchio per la parola "permacultura".

### Metodologia
La permacultura è stata criticata in quanto scarsamente definita e non scientifica. I critici hanno spinto per fare meno affidamento sugli aneddoti e sull'estrapolazione da ecologico, a favore della ricerca sottoposta a peer review per comprovare le affermazioni sulla produttività e chiarire la metodologia. Peter Harper del Centre for Alternative Technology suggerisce che la maggior parte di ciò che passa per permacultura non ha alcuna rilevanza per i problemi reali. Harper nota che gli agricoltori biologici britannici sono "imbarazzati o apertamente deridenti" nei confronti della permacultura, mentre l'esperto di permacultura Robert Kourik ha scoperto che i presunti vantaggi di "un giardinaggio con meno o nessun lavoro, rendimenti abbondanti e il morbido bagliore confuso di sapere che il giardino... vivrà senza di te" erano spesso illusorie. Harper ha scoperto che "molte permaculture" si basano su idee che vanno dalle tecniche pratiche di coltivazione alle "stronzate... nient'altro che affascinanti grazie culturali".
I difensori rispondono che la permacultura non è ancora una tradizione scientifica tradizionale e non dispone delle risorse dell’agricoltura industriale tradizionale. Rafter Ferguson e Sarah Lovell sottolineano che i permacultori raramente si impegnano nella ricerca tradizionale in agroecologia, agroforestazione o ingegneria ambientale, e affermano che la scienza tradizionale ha un pregiudizio elitario o pro-aziendale. Julius Krebs e Sonja Bach sostengono in "Sostenibilità" che esiste "evidenza scientifica per tutti i dodici principi (di Holmgren)".

### In italiano
- Bill Mollison, David Holmgren Permacultura, un'agricoltura perenne per gli insediamenti umani, Quaderni d'Ontignano, 1992, ISBN 8889264039
- Mollison, Bill Introduzione alla Permacultura, Terra Nuova Edizioni, 2007, ISBN 978-88-88819-08-2
- Mollison, Bill PERMACULTURA Manuale di Progettazione, Edizioni Mediperlab, 1988
- Holmgren, David Permacultura. Come progettare e realizzare modi di vivere sostenibili e integrati con la natura (2012)
- Holmgren, David. Essenza della Permacultura. free download (Australia).
- Holmgren, David. "Soldi contro Energia Fossile: la battaglia per il controllo del mondo". (translated by Antonio Gallo).

### In inglese
- Bill Mollison, David Holmgren Permaculture one, a perennial agricultural system for human settlements Transworld Publishers; 1st edition (1978) ISBN 0-552-98060-9.
- Bill Mollison Permaculture Two: Practical Design for Town and Country in Permanent Agriculture Tagari Press; 1st edition (1979) ISBN 0-908228-00-7.
- Bell, Graham. The Permaculture Way. 1st edition, Thorsons, (1992), ISBN 0-7225-2568-0, 2nd edition Permanent Publications (UK) (2004), ISBN 1-85623-028-7.
- Bell, Graham The Permaculture Garden (1995)
- Holmgren, David. Permaculture: Principles and Pathways Beyond Sustainability. Holmgren Design (Australia).
- Holmgren, David. Update 49: Retrofitting the suburbs for sustainability.  CSIRO Sustainability Network, su bml.csiro.au (archiviato dall'url originale l'8 dicembre 2002).
- Hemenway, Toby. Gaia's Garden. Chelsea Green Books (US) (2001). ISBN 1-890132-52-7.
- Hart, Robert. Forest Gardening. Green Books (UK) ISBN 1-900322-02-1.
- Jacke, Dave & Toensmeier, Eric: Edible Forest Gardens. Chelsea Green Pub., Vermont 2005
  - Volume I: Ecological Vision and Theory for Temperate-Climate Permaculture. ISBN 1-931498-79-2
  - Volume II: Ecological Design and Practice for Temperate-Climate Permaculture. ISBN 1-931498-80-6
- Mollison, Bill Permaculture: A Designer's Manual. Tagari Press (Australia).
- Morrow, Rosemary Earth User's Guide to Permaculture (1993)
- Mars, Ross Basics of Permaculture Design (1996)
- Paull, John Permanent Agriculture: Precursor to Organic Farming. In: Elementals. Journal of Bio-Dynamics Tasmania. 83, 2006, S. 19-21 (PDF; 331 KB)
- Whitefield, Patrick Permaculture in a Nutshell Permanent Publications (UK) (1993), ISBN 1-85623-003-1.
- Whitefield, Patrick How to Make a Forest Garden (1996)
- Whitefield, Patrick. The Earth Care Manual. Permanent Publications (UK) (2004), ISBN 1-85623-021-X.